# Kage
Kage（カゲ、1977年12月16日 - ）は、日本のカリカチュアアーティスト。カリカチュア・ジャパン代表取締役。
東京都出身。似顔絵世界大会ISCAの2007年度チャンピオンであり殿堂入りアーティスト。Newsweekが選ぶ「世界が尊敬する日本人100」に選出。

## 人物
- アニマル浜口に弟子入りしている
- 格闘家になる為に高校卒業後に渡米した
- 幼少期は病弱だった
- カリカチュアに出会ったのはアメリカだった
- 英語が堪能である
- 愛犬の名前は「さんま」と「ビーン」
- YouTubeチャンネル名は「浅草Kageチャンネル」
- 日本似顔絵アーティスト協会の初代代表理事だった
- WEST.の桐山照史から個人的にもらったチケットをSNSにアップして桐山ファンから批判を浴びた

## 受賞歴
- 2017年ISCAカリカチュア世界大会 Caricaturist of the Year(総合)6位
- 2016年ISCAカリカチュア世界大会 ISCA HALL OF FAME(ISCA殿堂入り)
- 2011年ISCAカリカチュア世界大会 Likeness Competition （ベストライクネス）第3位
- 2007年NCN世界大会 Caricaturist of the year（総合）優勝

Best Black and White（ベスト白黒テクニック）部門 優勝
Best Color Technique（ベストカラーテクニック）部門 優勝
Caricature of the year（作品）部門　10位
- 2006年NCNイギリス大会 総合(Best Overall Caricature部門)　優勝

Best Color Technique 部門　優勝
Best Color Technique 部門　優勝
- 2006年NCN世界大会 総合　第4位入賞（日本人最高位）

Outstanding Color Technique部門　優勝
審査員（M.Simon氏）特別賞　優勝
- 2005年NCNヨーロッパ国際大会 総合(Best Overall Caricature部門)　優勝

Best Color Caricature部門　優勝
Best Black and White Caricature部門　優勝
Best Portfolio部門　優勝
- 2005年NCN世界大会 総合　第9位入賞
- 2004年NCN世界大会 総合 第6位入賞（日本人最高位）
- Outstanding Exaggerated Style部門　第3位
- 2003年NCN世界大会 Best Likeness部門　準優勝

## 著書・主なメディア出演
書籍
- あさ出版「好きなことだけで食べていく[1]」出版年：2018年11月10日
- あさ出版「好きなことだけやればいい[2]」出版年：2009年5月7日

主なメディア出演
- 2018年7月24日放送　テレビ朝日「激レアさんを連れて来た。」
- 2016年1月16日放送　日本テレビ「嵐にしやがれ」
- 2016年7月14日放送　NHK「高校講座　美術」
- 2015年2月21日放送　日本テレビ「先輩ROCK YOU!」
- 2015年5月14日配信　AbemaTV「偉大なる創業バカ一代」